# 法國高等科學研究所

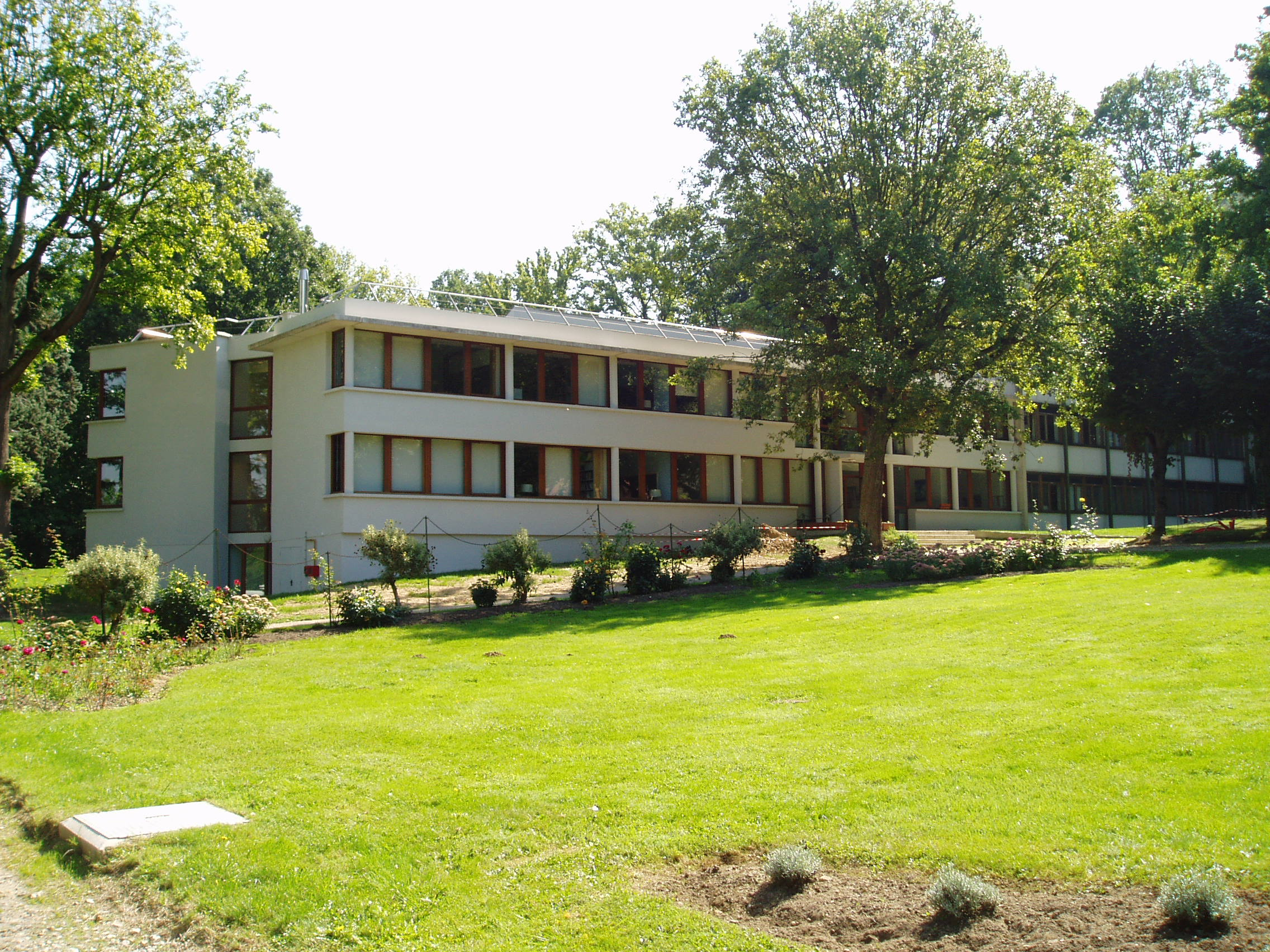
IHES

法國高等科學研究所（簡稱）是一家從事數學和理論物理尖端研究的機構。它坐落于巴黎南郊的伊薇特河畔比爾(Bures-sur-Yvette)鎮。
該所1958年由實業家兼數學家萊昂·莫查納創立。它向頂尖的學者提供了一個專心研究的場所，没有教學指標或者行政任務。該所的規模很小，只有十來名教授，此外可以接納三四十名訪問學者。但是其影響很大，據稱可以與普林斯頓高等研究院媲美。
該所出版一份數學刊物《高等科學研究所數學出版物》，目前每年出兩卷。
2015年起，法國高等科學研究所成為巴黎-薩克雷大學的成員。

## 歷任所長
| 照片           | 姓名               | 任期        |
| -------------- | ------------------ | ----------- |
|                | 萊昂·莫查納        | (1958–1971) |
|                | 尼古拉斯·克伊珀    | (1971–1985) |
|                | 馬塞爾·貝爾熱      | (1985–1994) |
|                | 讓-皮埃爾·布吉尼翁 | (1994–2013) |
| Emmanuel Ullmo | 埃馬紐埃爾·于爾莫  | (2013–現在) |

## 數學教員
一些著名數學家曾任或現任該所的永久教授，包括菲爾兹獎得主（以獲獎時間為序）勒内·托姆、亞歷山大·格羅滕迪克、皮埃爾·德利涅、阿兰·孔涅、讓·布爾甘、馬克西姆·孔采維奇、洛朗·拉福格和沃爾夫獎得主米哈伊爾·格羅莫夫。

## 理論物理教員
理論物理或數理物理學家，在該所曾任或現任永久教授的，有路易·米歇爾、于爾格·弗勒利希、大衛·呂埃勒、蒂博·達穆爾、尼基塔·涅克拉索夫、瓦西里·佩斯通（Vasily Pestun）。